# Německo na Zimních olympijských hrách 2006
Německo na Zimních olympijských hrách v roce 2006 reprezentovala výprava 155 sportovců (94 mužů a 61 žen) v 15 sportech.

## Medailisté
| Medaile | Jméno                                                                                                  | Sport              | Soutěž                     |
| ------- | --- | ------------------ | -------------------------- |
| Zlato   | Kati Wilhelmová                                                                                        | Biatlon            | Ženy stíhací závod         |
| Zlato   | Sven Fischer                                                                                           | Biatlon            | Muži sprint                |
| Zlato   | Michael Greis                                                                                          | Biatlon            | Muži jednotlivci           |
| Zlato   | Ricco Groß Michael Rösch Sven Fischer Michael Greis                                                    | Biatlon            | Muži štafeta               |
| Zlato   | Michael Greis                                                                                          | Biatlon            | Muži hromadný start        |
| Zlato   | André Lange Kevin Kuske                                                                                | Boby               | Muži dvojbob               |
| Zlato   | Sandra Kiriasisová Anja Schneiderheinzeová                                                             | Boby               | Ženy dvojbob               |
| Zlato   | André Lange René Hoppe Kevin Kuske Martin Putze                                                        | Boby               | Čtyřbob                    |
| Zlato   | Sylke Ottová                                                                                           | Saně               | Ženy jednotlivci           |
| Zlato   | Georg Hettich                                                                                          | Severská kombinace | Muži jednotlivci           |
| Zlato   | Daniela Anschützová-Thomsová Lucille Opitzová Claudia Pechsteinová Sabine Völkerová Anni Friesingerová | Rychlobruslení     | Družstvo žen stíhací závod |
| Stříbro | Martina Glagow                                                                                         | Biatlon            | Ženy stíhací závod         |
| Stříbro | Martina Glagow                                                                                         | Biatlon            | Ženy jednotlivci           |
| Stříbro | Kati Wilhelmová                                                                                        | Biatlon            | Ženy hromadný start        |
| Stříbro | Martina Glagow Andrea Henkelová Katrin Apel Kati Wilhelmová                                            | Biatlon            | Ženy štafeta               |
| Stříbro | Stefanie Böhlerová Viola Bauer Evi Sachenbacherová-Stehleová Claudia Künzelová                         | Běh na lyžích      | Ženy štafeta 4 x 5 km      |
| Stříbro | Andreas Schlütter Jens Filbrich René Sommerfeldt Tobias Angerer                                        | Běh na lyžích      | Muži štafeta 4 x 10 km     |
| Stříbro | Claudia Künzelová                                                                                      | Běh na lyžích      | Ženy sprint                |
| Stříbro | Silke Kraushaarová                                                                                     | Saně               | Ženy jednotlivci           |
| Stříbro | Andre Florschütz Torsten Wustlich                                                                      | Saně               | Dvojice                    |
| Stříbro | Björn Kircheisen Georg Hettich Ronny Ackermann Jens Gaiser                                             | Severská kombinace | Družstvo mužů              |
| Stříbro | Amelie Kober                                                                                           | Snowboarding       | Ženy paralelní obří slalom |
| Stříbro | Claudia Pechsteinová                                                                                   | Rychlobruslení     | Ženy 5 000 m               |
| Bronz   | Sven Fischer                                                                                           | Biatlon            | Muži stíhací závod         |
| Bronz   | Uschi Disl                                                                                             | Biatlon            | Ženy hromadný start        |
| Bronz   | Tobias Angerer                                                                                         | Běh na lyžích      | Muži 15 km klasicky        |
| Bronz   | Tatjana Hüfnerová                                                                                      | Saně               | Ženy jednotlivci           |
| Bronz   | Georg Hettich                                                                                          | Severská kombinace | Muži sprint                |
| Bronz   | Anni Friesingerová                                                                                     | Rychlobruslení     | Ženy 1 000 m               |